# 黙示録第5の封印
『黙示録第5の封印』（もくしろくだいごのふういん、西: Visión del Apocalipsis、英: The Opening of the Fifth Seal) は、ギリシア・クレタ島出身のマニエリスム期のスペインの巨匠エル・グレコが1607–1613年に制作した油彩画である。トレドのタベーラ施療院内礼拝堂祭壇衝立のために描かれた作品のうちの1点で、主題は『ヨハネの黙示録』から取られている。作品はニューヨークのメトロポリタン美術館に所蔵されている。

## タベーラ施療院礼拝堂祭壇衝立

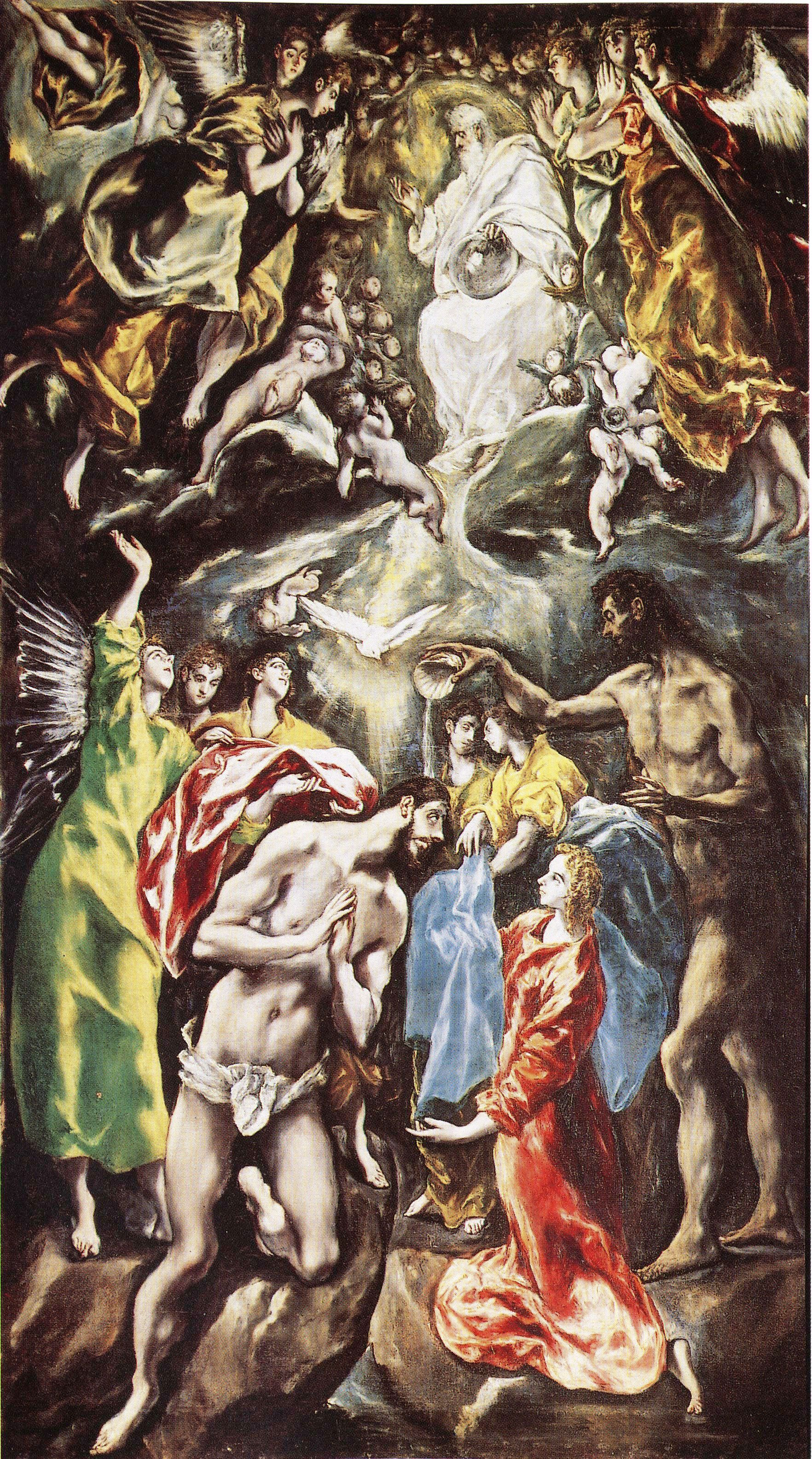
エル・グレコ『キリストの洗礼』タベーラ施療院

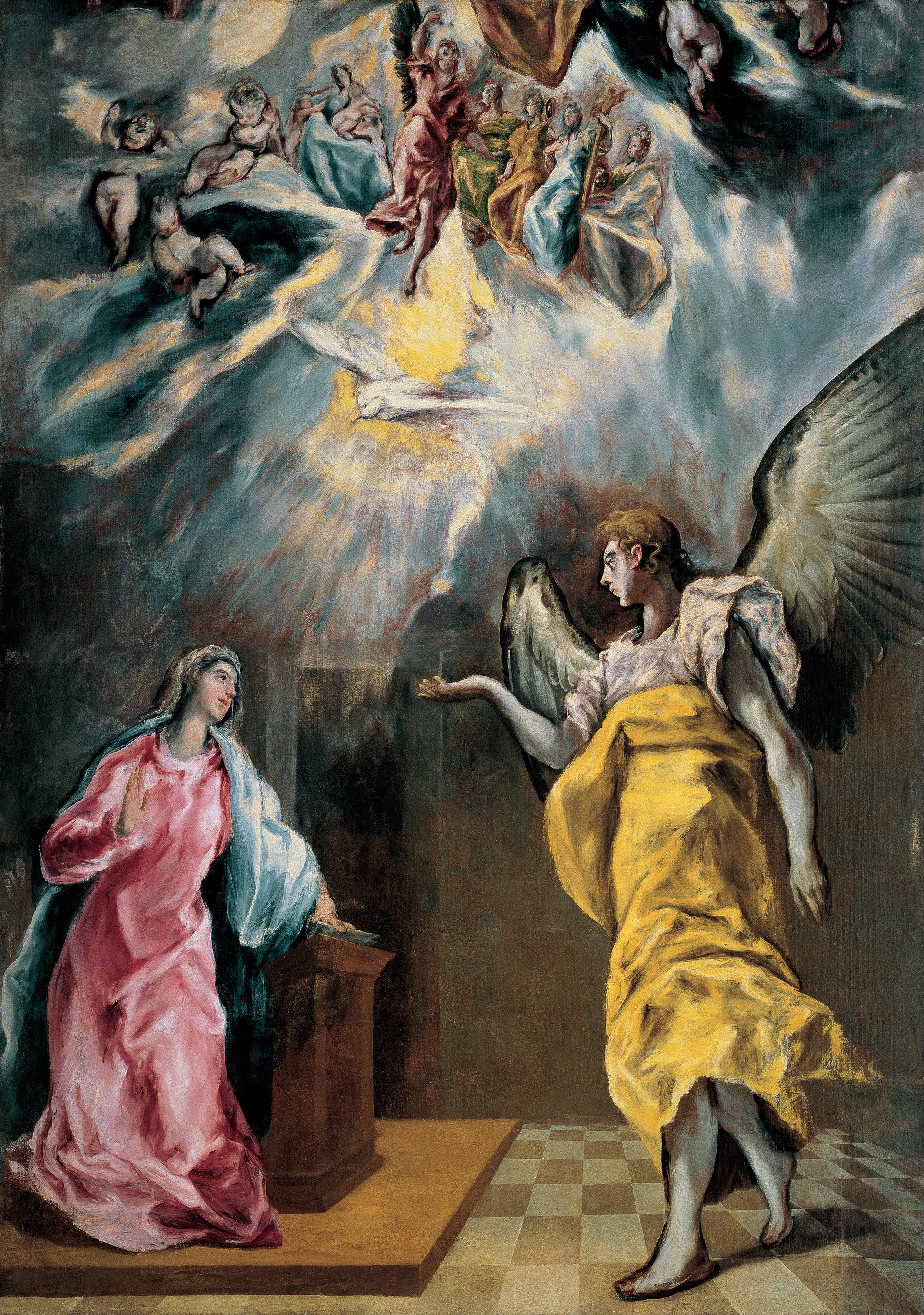
エル・グレコ『受胎告知』マドリード、ウルキーホ銀行

トレドの城門外郭に位置するタベーラ施療院は、寄進者の枢機卿フアン・デ・タベーラの名をとった通称で、正式には「洗礼者ヨハネ施療院」であった。エル・グレコは、自身の重要なパトロンの1人であったペドロ・サラサール・デ・メンドーサから、この施療院礼拝堂のために祭壇衝立の委嘱を受けた。しかし、画家の死により、この祭壇衝立は未完に終わり、画家の息子ホルヘ・マヌエル・テオトコプリと弟子たちによって完成された。中央祭壇と脇祭壇のための3点の主題は契約書に明記されていないが、エル・グレコの死後に別の画家に依頼された際の契約書やエル・グレコの遺産目録からみて、中央に洗礼者聖ヨハネによる『キリストの洗礼』(ホルヘ・マヌエルが完成させた。タベーラ施療院蔵)、左右に、生の神秘にまつわる『受胎告知』(マドリード、ウルキーホ銀行蔵) と、死についての神の言葉が語られる本作『黙示録第5の封印』が用意されたことはほぼ間違いない。

## 解説
本作『黙示録第5の封印』は、トリエント公会議で正当性が認められた『ヨハネ黙示録』第6章 (9-11) にある「仔羊が第5の封印を開いたとき」を描いている。天を仰いで幻視を見る青い衣の聖ヨハネが左手前を大きく占め、神による審判が近いことの印として、裸のままの殉教者の魂に白い衣 (画面では緑や黄色の衣) が授けられる。
この作品はかつて、パリに滞在していたスペイン人画家イグナシオ・スロアガのもとにあり、この荒々しくも自由奔放なスタイルは若いピカソやフランツ・マルクにも影響を与えた。特にピカソは本作に触発され、『アヴィニョンの娘たち』(ニューヨーク近代美術館) を描くことになった。